# فانناپا هارنسوجین
فانناپا هارنسوجین (به انگلیسی:Phannapa Harnsujin؛ متولد ۱۴ سپتامبر ۱۹۹۷) یک تکواندوکار تایلندی است. در بازی‌های جنوب شرقی آسیا، وی به ترتیب در سالهای ۲۰۱۳ و ۲۰۱۵ به مدال طلا و نقره دست یافت و در بازی های المپیک تابستانی ۲۰۱۶ در وزن ۵۷ کیلوگرم رقابت کرد. او مدال طلای ۲۰۱۳ آسیای جنوب شرقی خود را، به پدرش که اوایل همان سال در یک تصادف درگذشت، تقدیم کرد.